# 돈 공화국
돈 공화국(러시아어: Донская Республика 돈스카야 레스푸블리카[*])은 우크라이나 동쪽의 도네츠크, 돈보이스코 지역에 존재했던 공화국이었다. 수도는 노보체르카스크이며, 관리적으로 10개의 구로 나뉘어 있다. 이 공화국은 안톤 데니킨이 이끈 반볼셰비키 남러시아군 세력의 돈 카자크가 돈 소비에트 공화국에 대항하여 수립하였다. 수립 후에는 크러그 의회를 제정하였고, 5월에 돈 소비에트 공화국이 붕괴되면서 그 영토를 획득하였다. 그러나 1920년 붉은 군대가 이 공화국을 점령하였고, 이후 도네츠크주와 돈보이스코 주로 분리되었다.

## 붕괴 이후 카자크
1920년 돈 공화국에서 돈 카자크 세력들이 결성한 백군이 붉은 군대에 패한 이후, 소련은 수많은 러시아 카자크들에 대해 라스카자치바니예를 내걸고 집단살해를 일으켰다. 이는 소비에트 대기근으로 인해 또 다시 일어났다. 제2차 세계대전 이후에는 추축국에 동조했다는 이유로 카자크 강제 소환 등 돈 카자크에 대한 라스카자치바니예는 계속되었고, 반소련 투쟁운동의 활동이 극히 미미해지는 등 그 영향은 현재까지 이어지고 있다.

## 같이 보기
- 돈군
- 돈보이스코 주
- 남러시아
- 남러시아 총사령부
- 쿠반 인민공화국
- 우크라이나 인민공화국